# Marge Champion
Marjorie Celeste Champion (Los Ángeles, California; 2 de septiembre de 1919-Ib., 21 de octubre de 2020) fue una bailarina y actriz estadounidense. A los 14 años, fue contratada como modelo de baile para las películas animadas de Walt Disney Studios. Más tarde, actuó como actriz y bailarina en musicales de cine, y en 1957 tuvo un programa de televisión basado en canciones y bailes. También realizó coreografías creativas para la liturgia y se desempeñó como entrenadora de diálogo y movimiento para la miniserie de televisión de 1978, The Awakening Land, ambientada a fines del siglo XVIII en el Valle de Ohio.

## Primeros años
Champion nació en Los Ángeles, California, el 2 de septiembre de 1919. Su padre, Ernest, era un director de danza de Hollywood que enseñó a Shirley Temple, Betty Grable, Cyd Charisse y Joan Crawford, así como al futuro esposo de Marge, Gower Champion; su madre era Gladys Lee Baskette (de soltera Rosenberg). Champion tenía una media hermana mayor, Lina Basquette, que ya actuaba en películas mudas a los doce años. Lina era hija del primer marido de su madre, Frank Baskette, que se había suicidado.
Marjorie comenzó a bailar a una edad temprana como lo había hecho su hermana. Empezó a bailar cuando era niña bajo la instrucción de su padre, Ernest Belcher. Estudió exclusivamente con él desde los cinco años hasta que se fue a Nueva York. Ella atribuye su buena salud y larga carrera a los principios de enseñanza de su padre: progresión cuidadosa y estricta de la actividad, énfasis en la alineación correcta, ubicación precisa del cuerpo, atención al detalle y a la totalidad de la dinámica y el fraseo. Su primer compañero de baile fue Louis Hightower. En 1930, debutó en el Hollywood Bowl a los 11 años en el ballet "Carnaval de Venecia". A los doce años, se convirtió en instructora de ballet en el estudio de su padre. Marge interpretó a Tina en la opereta de Hollywood High School "The Red Mill". También cantó en el Senior Glee Club de Hollywood High School Girls y se graduó en 1936. Fue contratada por The Walt Disney Studio como modelo de baile para su película animada Blancanieves y los siete enanitos (1937). Sus movimientos fueron copiados para realzar el realismo de la figura animada de Blancanieves. Para una escena, Belcher sirvió como modelo mientras estaba envuelta en un abrigo holgado para dos enanos a la vez, cuando para el baile "Silly Song" Dopey se sube al hombro de Estornudos para bailar con Blancanieves. Más tarde, Belcher modeló para personajes de otras películas animadas: el hada azul en Pinocho (1940) y Hyacinth Hippo en el segmento de la Danza de las horas de Fantasía, una parodia de ballet que también ayudó a coreografiar. Incluso recuerda haber trabajado como modelo para el señor Stork en Dumbo. Cuando trabaja con Disney en Blancanieves y los siete enanitos, Champion recuerda que "los animadores no podían quitarse a una niña de sí mismos, no podían quitarse las huellas de sí mismos".

## Carrera

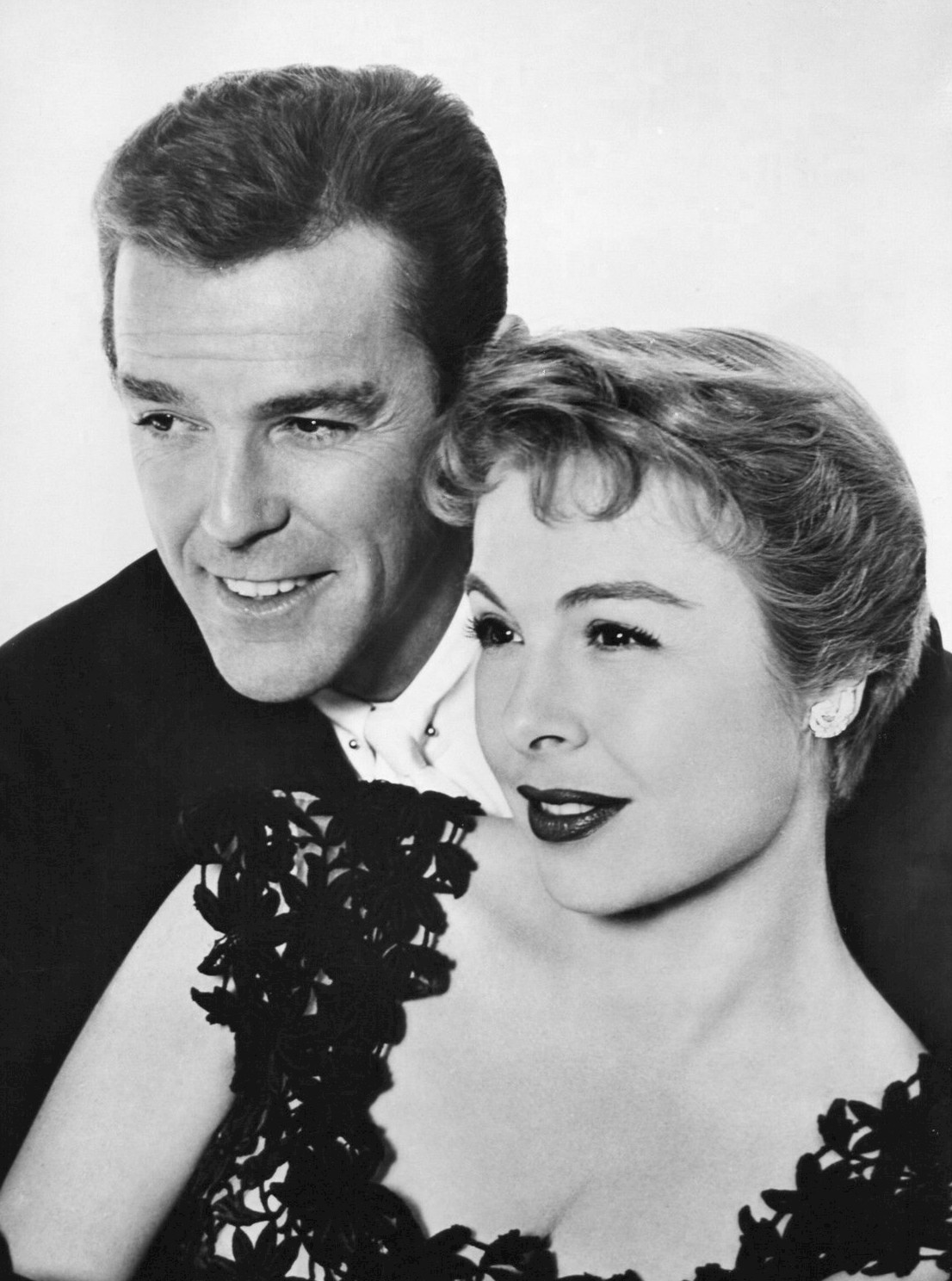
Champion y Gower (1957)

La primera imagen en la que Belcher recordaba haber estado fue The Castles con Fred Astaire y Ginger Rogers. Esto le dio la sensación de que realmente le gustaría hacer películas, pero lo que realmente quería hacer era ir a Nueva York y estar en espectáculos de Nueva York. Lamentablemente, Belcher no era lo suficientemente alta ni siquiera para el ballet, que es para lo que entrenó toda su vida.
Juntos como equipo de baile, los Champion actuaron en musicales de MGM de las décadas de 1940 y 50, incluido su primer musical de MGM Till the Clouds Roll By (1946), Show Boat (1951) y Everything I Have Is Yours (1952). Otras películas con Gower incluyeron Mr. Music (1950, con Bing Crosby), Give a Girl a Break (1953), Jupiter's Darling (1955) y Three for the Show (1955). MGM quería que la pareja hiciera una nueva versión de las películas de Fred Astaire y Ginger Rogers, pero solo una, Lovely to Look At (1952), una nueva versión de Roberta (1935), se completó. La pareja se negó a rehacer cualquiera de los otros, cuyos derechos aún eran propiedad de RKO.
Gower y Marge Champion aparecieron como los Invitados Misteriosos en la transmisión del 15 de mayo de 1955 de What's My Line. Mary Healy adivinó quiénes eran. Aparecieron nuevamente en la transmisión del programa el 8 de febrero de 1959, con el panelista Martin Gabel adivinando quiénes eran.
Durante el verano de 1957, los Campeones tuvieron su propia serie de televisión, The Marge and Gower Champion Show, una comedia de situación con números de canciones y bailes. Marge interpretó a una bailarina y Gower a un coreógrafo. El baterista de la vida real Buddy Rich apareció como un baterista ficticio llamado Cozy.
En la década de 1970, Champion, la actriz Marilee Zdenek y el coreógrafo John West formaron parte de un equipo en la Iglesia Presbiteriana de Bel Aire que creó una serie de servicios de adoración creativos con danza y música. Posteriormente ofrecieron talleres y programas relacionados con las artes litúrgicas en todo el país. Ella y Zdenek fueron coautores de dos libros, Catch the New Wind y God Is a Verb, relacionados con este trabajo.
Champion se desempeñó como entrenador de diálogo y movimiento para la miniserie de televisión, The Awakening Land (1978), adaptada de la trilogía del mismo nombre de Conrad Richter. Fue ambientado en el valle de Ohio de finales del siglo XVIII. También ha trabajado como instructora de baile y coreógrafa en la ciudad de Nueva York. Hizo una rara aparición en televisión en 1982 en la serie dramática Fame, interpretando a una profesora de ballet con prejuicios raciales contra los estudiantes afroamericanos.
Champion apareció en varios musicales teatrales y juega en Broadway como intérprete. Hizo su debut en Nueva York en What's Up (1943). También actuó en La oscuridad de la luna (1945) como la bella bruja y Beggar's Holiday (1946) con múltiples papeles. Hizo su última aparición en Broadway en 3 for Tonight en 1955. También trabajó como coreógrafa o asistente, incluyendo Lend an Ear en 1948 como asistente del coreógrafo; Make a Wish en 1951, como asistente de Gower Champion; ¡Hola muñequita! en 1964 como asistente especial; y Stepping Out (1987) como asociado coreográfico. Apareció como Emily Whitman en el renacimiento teatral de Broadway de 2001 de Follies. Ella dijo que "como bailarina, cuando tienes cuarenta años, ya has terminado. Si alguna vez vuelvo, quiero ser actriz, dura mucho. Pero tenía 81 años cuando estaba en "Follies".

## Vida personal
Champion se casó con Art Babbitt, un animador de Disney y creador de Goofy, en 1937. Se divorciaron tres años después. Luego se casó con el bailarín Gower Champion en 1947. Juntos tuvieron dos hijos (Blake y Gregg). Se divorciaron en enero de 1973. Belcher conoció a Gower cuando tenía doce años en noveno grado en Bancroft Junior High, y fue entonces cuando comenzó su romance. Aunque las actuaciones a menudo los alejaban de California, Los Ángeles siguió siendo su base de operaciones.
Champion se casó con el director Boris Sagal en 1977. Murió cuatro años después, el 22 de mayo de 1981, en un accidente de helicóptero durante la producción de la miniserie Tercera Guerra Mundial. Se convirtió en madrastra de los cinco hijos de Boris, que incluyen a Katey, Jean, Liz y Joey. Su hijo, Blake, murió a la edad de veinticinco años en un accidente automovilístico en 1987.
Champion cumplió 100 años en septiembre de 2019. Murió un año después, el 21 de octubre de 2020, en la casa de su hijo en Los Ángeles. Tenía 101 años

## Legado y honores
- Champion coreografió Whose Life Is It Anyway?, The Day of the Locust y Queen of the Stardust Ballroom, por la que recibió un premio Emmy.[5][32]
- En 2007, Champion fue honrado con el premio Disney Legends.[12]
- 2009, Champion fue incluido en el Sr. y Sra. Del Museo Nacional de Danza. Cornelius Vanderbilt Whitney Hall of Fame.[33]
- En 2013 recibió el premio Douglas Watt Lifetime Achievement Award en las ceremonias de los premios Fred y Adele Astaire.[34]

Champion fue entrevistado en numerosos documentales, incluyendo para el detrás de las escenas del documental dirigido por Chris Innis -ganador del Oscar, la historia del nadador, que fue presentado en el 2014 Grindhouse Releasing / Box Office Espectaculares Blu-ray restauración / DVD de la Nadador. También fue entrevistada en la proyección de The Swimmer en un festival de cine de Hollywood por la cineasta Allison Anders para el mismo lanzamiento. Champion y Donald Saddler, quienes se conocieron mientras actuaban juntos en The Follies en 2001, son los temas de un cortometraje sobre los dos bailarines que llevan vidas significativas a los 90 años.

## Filmografía seleccionada
Fuentes: Rotten Tomatoes, TV Guide, y British Film Institute, menos que se indique lo contrario.
| Año  | Título                                      | Papel                               | Notas               |
| ---- | ------------------------------------------- | ----------------------------------- | ------------------- |
| 1937 | Snow White and the Seven Dwarfs             | Modelo para "Blancanieves"          | Sin acreditar       |
| 1938 | Las locuras de Goldwyn                      |                                     | Coreógrafo asociado |
| 1939 | Honor de Occidente                          | Diane Allen                         |                     |
| 1939 | Qué vida                                    | Estudiante en el umbral de la danza | Sin acreditar       |
| 1939 | Sorority House                              | Mixto                               | Sin acreditar       |
| 1940 | Pinocho                                     | Modelo para "El hada azul"          | Sin acreditar       |
| 1940 | Fantasía                                    | Modelo para "Hyacinth Hippo"        | Sin acreditar       |
| 1941 | Dumbo                                       | Modelo de "Mr. Stork"               | Sin acreditar       |
| 1950 | Sr. Música                                  | Sí misma                            |                     |
| 1951 | Mostrar barco                               | Ellie Mae Shipley                   |                     |
| 1952 | Encantador de mirar                         | Clarisse                            |                     |
| 1952 | Todo lo que tengo es tuyo                   | Pamela Hubbard                      |                     |
| 1953 | Darle un descanso a una chica               | Madelyn Corlane                     |                     |
| 1955 | Tres para el show                           | Gwen Howard                         |                     |
| 1955 | Jupiter's Darling                           | Meta                                |                     |
| 1968 | The Party                                   | Rosalind Dunphy                     |                     |
| 1968 | El nadador                                  | Peggy Forsburgh                     |                     |
| 1970 | Los vaqueros cockeyed del condado de Calico | Señora. Bester                      |                     |
| 1975 | El día de la langosta                       |                                     | Supervisor de baile |

| Año  | Título                            | Papel       | Notas                                  |
| ---- | --------------------------------- | ----------- | -------------------------------------- |
| 1949 | Teatro de televisión Philco       |             | Episodio: La oscuridad de la luna      |
| 1953 | Teatro Lux Video                  | Millie      | Episodio: Un ramo para Millie          |
| 1954 | La hora de Red Skelton            | Camafeo     | Episodio: Deadeye at the Golden Nugget |
| 1975 | Reina del salón de baile Stardust |             | Película de televisión (Coreógrafo)    |
| 1982 | Fama                              | Ann Carlton | Episodio: Comienzos                    |